# Hệ điều hành di động

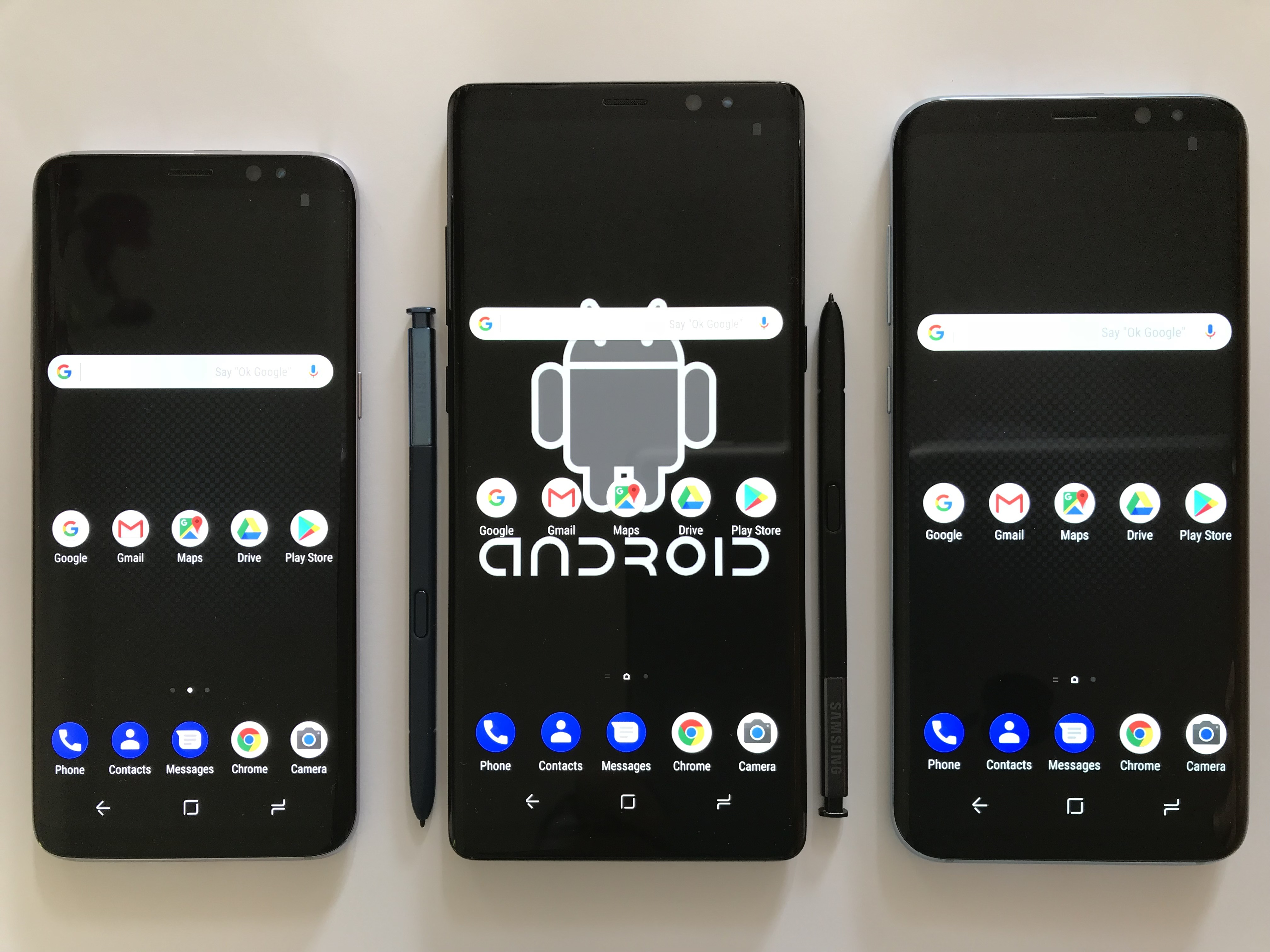
Google Android - hệ điều hành di động phổ biến nhất thế giới hiện nay

Hệ điều hành di động (tiếng Anh "mobile operating system") là một hệ điều hành dành cho các thiết bị điện thoại di động, máy tính bảng, đồng hồ thông minh, laptop 2 trong 1 (laptop có thể chuyển giữa chế độ máy tính và máy tính bảng), hoặc các thiết bị di động khác. Trong khi đa phần các máy tính xách tay (laptop) cũng có tính "di động", nhưng các hệ điều hành thường được sử dụng trên chúng không được xem là hệ điều hành di động, vì các hệ điều hành này được thiết kế ban đầu cho máy tính để bàn và không có hoặc không cần các tính năng di động cụ thể. Ngày nay, sự phân biệt giữa hệ điều hành cho máy tính để bàn và hệ điều hành di động càng trở nên mờ dần, khi một số hệ điều hành mới hoặc các phiên bản mới cho phép hỗ trợ cả hai nền tảng di động và cố định.
Hệ điều hành di động kết hợp các tính năng của một hệ điều hành cho máy tính cá nhân với các tính năng khác hữu ích cho việc sử dụng di động hoặc cầm tay; thường bao gồm hầu hết các chức năng được coi là cần thiết trong các hệ thống di động hiện đaị như: màn hình cảm ứng, mạng thiết bị di động, Bluetooth, Wi-Fi Protected Access, Wi-Fi, Hệ thống Định vị Toàn cầu (GPS), máy ảnh số cho phép chụp ảnh và quay video, nhận dạng tiếng nói, thu âm, chơi nhạc, kết nối trường gần, và đèn hồng ngoại điều khiển từ xa. Đến cuối năm 2016, hơn 430 triệu điện thoại thông minh đã được bán với 81,7 % chạy nền tảng Android, 17.9 % chạy iOS, 0.3 % chạy Windows 10 Mobile (hiện các thiết bị chạy nền tảng này không còn được bán trên thị trường) và các hệ điều hành khác chiếm 0.1%. Android còn phổ biến hơn so với hệ điều hành Windows, hệ điều hành phổ biến nhất trên máy tính để bàn. Lượng sử dụng điện thoại thông minh (thậm chí chưa bao gồm máy tính bảng) đã nhiều hơn cả lượng máy tính để bàn đang sử dụng (nhu cầu sử dụng máy tính tổng thể đã giảm xuống 44,9% trong quý I năm 2017).
Thiết bị di động có khả năng truyền thông di động (ví dụ: điện thoại thông minh) hiện nay đa số chứa hai hệ điều hành di động - 1 là nền tảng giao diện phần mềm chính và 2 là một hệ điều hành thời gian thực cấp thấp điều khiển sóng thu phát và các linh kiện phần cứng khác. Các nghiên cứu chỉ ra rằng các hệ thống cấp thấp có thể chứa một loạt các lỗ hổng bảo mật cho phép các tin tặc có ý đồ xấu tấn công vào thiết bị và nắm được quyền kiểm soát cao đối với thiết bị di động của người dùng khác.

Các hệ điều hành di động đã được sử dụng phần lớn vào năm 2017 (được thống kê bằng việc sử dụng web); thậm chí các điện thoại thông minh (không kể máy tính bảng) được sử dụng nhiều hơn bất kỳ loại thiết bị khác. Do đó, nhu cầu sử dụng hệ điều hành máy tính để bàn truyền thống, cũng như nhu cầu tiêu dùng về máy tính, laptop cá nhân hiện nay đã giảm sút nhiều so với thời đại trước.

## Lịch sử
Sự phát triển của hệ điều hành di động phản ánh sự phát triển của điện thoại di động, máy tính bảng, PDA và điện thoại thông minh. Giai đoạn đầu là cuộc chiến tranh giành thị phần của nhiều hãng sản xuất với rất nhiều nền tảng khác nhau.
Nhưng với sự ra đời của iOS và Android vào năm 2007, cuộc chiến dần ngã ngũ với sự thống trị tuyệt đối của Android và iOS trên các điện thoại di động, máy tính bảng, đồng hồ thông minh và TV thông minh. Windows 10 Mobile và Blacberry 10 là những nền tảng cạnh tranh cuối cùng cũng tuyên bố ngừng phát triển. Do iOS là độc quyền bởi Apple, các nhà sản xuất di động khác buộc phải lựa chọn Android.

Đến quý 1 năm 2018, thị phần Android là 85.9%, 14.1% còn lại là iOS.

Màn hình chính Android 10 trên Google PixelMàn hình chính Android 10 trên Google Pixel
Màn hình chính iOS 11 trên iPhone 7 Plus
Màn hình chính Windows 10 Mobile

| Thời gian      | Sự kiện |
| -------------- | --- |
| Trước năm 1993 | Điện thoại di động sử dụng các hệ thống nhúng để kiểm soát hoạt động. |
| Tháng 4/1993   | Penpoint OS của GO Corporation được sử dung trên thiết bị Giao tiếp cá nhân của AT&T |
| Tháng 8/1993   | Apple ra mắt hệ điều hành Newton chạy trên máy tính xách tay Newton của họ. |
| Tháng 8/1994   | Điện thoại thông minh đầu tiên, IBM Simon ra đời với màn hình cảm ứng, email và các tính năng PDA |
| Tháng 3/1996   | Hệ điều hành Palm OS ra đời |
| Tháng 8/1996   | Nokia phát hành Nokia 9000 Communicator chạy một hệ thống tích hợp dựa trên HĐH PEN / GEOS 3.0 từ Geoworks |
| 1997           | EPOC32 - tiền thân của hệ điều hành Symbian ra đời. |
| 1998           | Symbian Ltd. được thành lập dưới hình thức liên doanh bởi Psion, Ericsson, Motorola và Nokia. Hệ điều hành EPOC32 của Psion đổi tên thành Symbian và sau đó được sử dụng bởi các công ty liên doanh và một số thương hiệu điện thoại di động lớn khác, đặc biệt là Nokia.                                                                |
| 1999           | Qualcomm ra mắt chiếc smartphone đầu tiên chạy Palm OS. Nokia ra mắt các điện thoại sử dụng bàn phím vật lý T9 và trình duyệt web di động Wireless Application Protocol (WAP). |
| 2000           | Ericsson R380 được phát hành, là chiếc điện thoại đầu tiên chạy Hệ điều hành Symbian. |
| Tháng 6/2001   | Nền tảng Symbian Series 80 của Nokia được phát hành lần đầu tiên trên Nokia 9210 cho phép người dùng cài thêm ứng dụng bổ sung |
| Tháng 3/2002   | BlackBerry ra mắt smartphone đầu tiên của mình, chạy trên Java 2 Micro Edition (J2ME). |
| Tháng 6/2002   | Điện thoại thông minh Windows CE (Pocket PC) đầu tiên của Microsoft được giới thiệu. Symbian Series 60 (S60) được ra mắt với mẫu máy Nokia 7650. |
| 2003           | Motorola giới thiệu điện thoại di động đầu tiên: Motorola A760 dựa trên Linux MontaVista. |
| Tháng 5/2005   | Microsoft công bố Windows Mobile 5.0. |
| Tháng 11/2005  | Nokia giới thiệu hệ điều hành Maemo trên máy tính bảng đầu tiên, chạy trên mẫu máy N770 với màn hình cảm ứng điện trở 4,13 inch |
| Tháng 1/2007   | Apple ra mắt iPhone OS (sau này là iOS) chạy trên chiếc smartphone cảm ứng điện dung đầu tiên của hãng. |
| Thang 10/2007  | Liên minh thiết bị cầm tay mở (OHA) được thành lập, dẫn đầu bởi Google với 34 thành viên (HTC, Sony, Dell, Intel, Motorola, Samsung, LG, v.v.) |
| Tháng 2/2008   | Nền tảng tiền thân của Tizen dựa trên Linux được Hiệp hội Tizen công bố cùng với các thiết bị chạy Tizen đến từ các nhà sản xuất Motorola, NEC, Panasonic Mobile, và Samsung. |
| Tháng 6/2008   | Nokia trở thành chủ sở hữu duy nhất của Symbian Ltd. và hệ điều hành Symbian |
| Tháng 7/2008   | Apple phát hành iPhone OS 2 cùng với mẫu máy iPhone 3G, giới thiệu chợ ứng dụng App Store của Apple. |
| Tháng 10/2008  | Liên minh thiết bị cầm tay mở (OHA) phát hành Android 1.0 với HTC Dream (T-Mobile G1) - điện thoại Android đầu tiên. |
| Tháng 11/2008  | Symbian S60 được sử dụng trên mẫu điện thoại cảm ứng Nokia 5800 XpressMusic với bút stylus. |
| Tháng 2/2009   | Palm giới thiệu webOS với mẫu máy Palm Pre. Microsoft công bố Windows Mobile 6.5 |
| Tháng 6/2009   | Apple phát hành iPhone OS 3 với iPhone 3GS. |
| Tháng 11/2009  | Nokia phát hành Nokia N900 - điện thoại thông minh chạy HĐH Maemo. |
| Tháng 2/2010   | MeeGo - hệ điều hành di động hợp nhất từ Maemo của Nokia và Moblin từ Intel, dựa trên Linux ra đời. MeeGo không tương thích ngược với bất kỳ hệ điều hành nào trước đó. Samsung giới thiệu hệ điều hành di động Bada OS của họ cùng mẫu điện thoại thông minh Bada đầu tiên, Samsung S8500.                                              |
| Tháng 4/2010   | Apple phát hành máy tính bảng iPad (thế hệ đầu tiên) với iPhone OS 3.2. Microsoft hủy bỏ dự án KIN phones (dựa trên Windows CE) của họ. |
| Tháng 10/2010  | Apple phát hành iOS 4, đổi tên từ iPhone OS, với mẫu iPhone 4. Apple cũng phát hành một biến thể iOS sử dụng trên Apple TV thế hệ 2 mới. Microsoft mua lại Danger. Inc, DangerOS bị ngừng phát triển. |
| Tháng 11/2010  | HĐH Windows Phone 7 được phát hành trên điện thoại với sự tham gia của HTC, LG, Samsung và Dell. HĐH mới không tương thích ngược với bất kỳ phiên bản HĐH Windows Mobile nào trước đó. |
| Tháng 2/2011   | Android 3.0 Honeycomb ra mắt, là phiên bản Android đầu tiên hỗ trợ máy tính bảng, với chiếc máy tính bảng Android đầu tiên - Motorola Xoom. Nokia từ bỏ hệ điều hành Symbian và thông báo rằng họ sẽ sử dụng Windows Phone 7 của Microsoft làm nền tảng điện thoại thông minh chính của mình, trong khi Symbian sẽ dần ngừng phát triển. |
| Tháng 4/2011   | BlackBerry Tablet OS được phát hành trên BlackBerry PlayBook. Mozilla tham gia thị trường thiết bị di động với nền tảng Firefox OS, tương tự như webOS. |
| Tháng 9/2011   | MeeGo được giới thiệu với Nokia N9, thiết bị đầu tiên và duy nhất của Nokia sử dụng HĐH này. Sau khi Nokia từ bỏ MeeGo, Intel và Linux Foundation tuyên bố hợp tác với Samsung để ra mắt Tizen, Samsung cũng chấm dứt phát triển Bada OS của mình, chuyển sang Android.                                                                  |
| Tháng 10/2011  | Apple phát hành iOS 5 với iPhone 4S, tích hợp trợ lý ảo giọng nói Siri. Tháng 11 - Fire OS, một nhánh của hệ điều hành Android, được Amazon.com phát hành trên máy tính bảng Kindle Fire. |
| Tháng 5/2012   | Nokia phát hành Nokia 808 PureView, chiếc điện thoại thông minh cuối cùng chạy nền tảng Symbian. |
| Tháng 9/2012   | Apple phát hành iOS 6 cùng với iPhone 5. Chiếc iPhone đầu tiên dưới thời CEO Tim Cook, từ nay Apple sẽ ra mắt thế hệ iPhone mới vào tháng 9 hàng năm. |
| Tháng 1/2013   | BlackBerry phát hành hệ điều hành mới cho điện thoại thông minh, BlackBerry 10, với điện thoại thông minh Q10 và Z10 của họ. BlackBerry 10 không tương thích ngược với phiên bản cũ của BlackBerry OS. |
| Tháng 2/2013   | HP bán webOS cho LG |
| Tháng 9/2013   | Apple phát hành iOS 7 với iPhone 5S và iPhone 5C. Lần đầu tiên Apple tung ra nhiều hơn 1 mẫu iPhone trong năm. Google phát hành Android KitKat 4.4. |
| Tháng 2/2014   | Microsoft phát hành Windows Phone 8.1. Nokia giới thiệu nền tảng Nokia X platform OS dựa trên Android 4.1.2 Jelly Bean với giao diện Windows Phone UI trên dòng điện thoại thông minh Nokia X. Sau đó Microsoft mua lại mảng di động của Nokia, chấm dứt dự án Nokia X.                                                                  |
| Tháng 8/2014   | Samsung SM-Z9005 Z là điện thoại đầu tiên được chạy Tizen |
| Tháng 9/2014   | Apple phát hành iOS 8 cùng với iPhone 6 và 6 Plus. Đây là lần đầu tiên Apple ra mắt 1 chiếc phablet màn hình lớn. BlackBerry phát hành BlackBerry 10 phiên bản 10.3 tích hợp với Amazon Appstore. Google phát hành Android 5.0 Lollipop.                                                                                                 |
| Tháng 4/2015   | LG phát hành đồng hồ thông minh LG Watch Urbane LTE chạy tùy biến dựa trên webOS và Android Wear, có thêm kết nối 4G LTE. watchOS, dựa trên iOS, được Apple phát hành cùng với Apple Watch. |
| Tháng 9/2015   | Apple phát hành iOS 9 với iPhone 6S và 6S Plus, iPad Pro và iPad Mini 4, cộng với watchOS 2. tvOS 9 cũng được tạo ra với App Store riêng, ra mắt với Apple TV thế hệ thứ 4. Google phát hành Android 6.0 Marshmallow. Microsoft phát hành Windows 10 Mobile.                                                                             |
| Tháng 2/2016   | Microsoft phát hành Lumia 650, điện thoại Windows 10 Mobile cuối cùng trước khi ngừng tất cả sản xuất phần cứng di động đã mua lại của Nokia vào năm sau. |
| Tháng 7/2016   | BlackBerry OS bị ngừng phát triển, BlackBerry chuyển sang sản xuất điện thoại chạy Android. |
| Tháng 8/2016   | Google giới thiệu dự án Fuchsia, phát hành Android 7.0 Nougat. |
| Tháng 9/2016   | Apple phát hành iOS 10 với iPhone 7 và 7 Plus và watchOS 3 với Apple Watch Series 1 và 2. |
| Tháng 4/2017   | Samsung chính thức ra mắt giao diện tùy biến Samsung Experience dựa trên Android bắt đầu với phiên bản 8.1 trên bộ đôi Samsung Galaxy S8/S8+. Nền tảng Tizen được Samsung sử dụng cho sản phẩm smart TV và đồng hồ thông minh của mình.                                                                                                  |
| Tháng 8/2017   | Google phát hành Android 8.0 Oreo. |
| Tháng 9/2017   | Apple phát hành iOS 11 với iPhone 8, 8 Plus và iPhone X và watchOS 4 với Apple Watch Series 3. Microsoft thông báo rằng sẽ ngừng cập nhật cho Windows 10 Mobile. |
| Tháng 3/2018   | Google công bố dự án Android Go (Android tối giản dành cho các thiết bị di động cấu hình yếu và giá rẻ). |
| Tháng 8/2018   | Google phát hành Android 9.0 Pie. |
| Tháng 9/2018   | Apple phát hành iOS 12 với iPhone XS/XS Max và XR, watchOS 5 với Apple Watch Series 4. Huawei phát hành EMUI 9.0. Tháng 11, Samsung tung ra giao diện One UI dựa trên Android, thay thế cho Samsung Experience UI. |
| Tháng 1/2019   | Microsoft thông báo hỗ trợ cho Windows 10 Mobile sẽ kết thúc vào ngày 10 tháng 12 năm 2019 và người dùng Windows 10 Mobile nên chuyển sang điện thoại iPhone hoặc Android. |
| Tháng 8/2019   | Huawei chính thức công bố Harmony OS tại lễ khai mạc hội nghị các nhà phát triển của họ. Dự án được cho là thay thế Android trước sức ép cấm vận của chính phủ Mỹ. |
| Tháng 9/2019   | Apple phát hành iOS 13 với iPhone 11 series, watchOS 6 với Apple Watch Series 5 và iPadOS với iPad thế hệ thứ 7. Google phát hành Android 10. Lần đầu tiên Google dừng đặt tên các loại bánh kẹo cho phiên bản Android của mình. |
| Tháng 10/2019  | Samsung công bố One UI 2.0 là phiên bản mới nhất của Galaxy Smartphone và Smartwatch UI của họ. |